# Ciclododecan
Ciclododecanul  este un cicloalcan superior cu formula chimică C12H24. Este în principal utilizat ca intermediar pentru producția de detergenți și alte substanțe. S-a demonstrat că este un material care poate fi folosit la conservare.